# Jora de Sus, Orhei
Jora de Sus este un sat din cadrul comunei Jora de Mijloc din raionul Orhei, Republica Moldova.
Satul Jora de Sus este așezat pe malul drept al râului Nistru în partea nord-estică a raionului Orhei. Conform Dicționarului Statistic al Republicii Moldova, Jora de Sus ocupă o suprafață de 12,2 km². Relieful zonei reprezintă un podiș numit Podișul Nistrului, care se întinde până la gura râului Răut având o lungime de 140 km si lățimea de 30–50 km.
Jora de Sus are un nume de origine antroponimică, provenind de la numele proprietarilor de altădată ai moșiilor respective. Boierul Jora deținea pământuri pe malul Nistrului. Există o legendă despre proveniența satului Jora. Apariția istorică a localității sub denumirea Vadul Jorei datează din 1475 pe timpul domniei lui Ștefan cel Mare în Letopisețul Țării Moldovei de Grigore Ureche. Baza documentară a cercetărilor o constituie hărțile. Astfel, Vadul Jorei apare pe harta Basarabiei la începutul secolului XVI-lea, sub numirea de Jora în anul 1601 și 1812. Satul Jora ortografiat Zura (figurează în Descrierea Moldovei de Dimitrie Cantemir, conform Dicționarului Statistic al Republicii Moldova).
Jora de Sus este atestat în 1574 la 10 mai cu denumirea Mocșia.

## Legenda
Istoria povestește că, cu multe secole în urmă, pe când oamenii duceau o viață nomadă în căutarea pământurilor mai fertile, pe unde erau condiții mai favorabile de viață: adică apă, pășuni, păduri, astfel apăreau așezări omenești mai întâi în triburi de rudenie până la apariția localităților cu sistem de familie. Într-așa mod povestește legenda, că ar fi apărut localitatea Jorile. Legenda povestește că primul localnic, care și-a întemeiat familia pe malul râului Tiras (actual Nistru) a fost unul pe numele de familie Jora. Acest gospodar avut (boier numit) deținea toate pământurile din dreapta chiar și din partea stângă a Nistrului. Se spune că acest boier avea 3 feciori, când au crescut feciorii mari, el le-a dăruit fiecăruia din pământurile ce le deținea: celui mai mare i-a dat partea de sus a pământului, celui mijlociu i-a dăruit pământurile din mijlocul gospodăriei, iar celui mai mic i-a lăsat partea de jos a localității. Fiecare din fiii lui au devenit gospodari, au format fiecare familii, copiii lor la fel, astfel au apărut aceste 3 sate Jora de Sus, Jora de Mijloc, Jora de Jos.

## Populația
Conform datelor Recensământului Național din 2004, în Jora de Sus trăiesc 903 locuitori (442 bărbați, 461 femei).
| Naționalitate | Nr locuitori | Procente(%) |
| ------------- | ------------ | ----------- |
| Moldoveni     | 894          | 99,0        |
| Români        | 3            | 0,33        |
| Ucraineni     | 4            | 0,44        |
| Polonezi      | 1            | 0,11        |
| Găgăuzi       | 1            | 0,11        |
| Total         | 903          | 100%        |